# شونسوكي مايدا
شونسوكي مايدا (باليابانية: 前田 俊介) (9 يونيو 1986 في ساكوراي في اليابان – )؛ هو لاعب كرة قدم ياباني سابق كان يلعب كمهاجم.

## وصلات خارجية
- شونسوكي مايدا على موقع الاتحاد الدولي (مؤرشف)  (الإنجليزية)
- شونسوكي مايدا على موقع رابطة كرة القدم اليابانية للمحترفين (اليابانية)
- شونسوكي مايدا على موقع قاعدة بيانات كرة القدم.إي يو (الإنجليزية)
- شونسوكي مايدا على موقع Soccerway.com (الإنجليزية)
- شونسوكي مايدا على موقع عالم كرة القدم.نت (الإنجليزية)
- شونسوكي مايدا على موقع كووورة